# Acanthogonatus alegre
Acanthogonatus alegre là một loài nhện trong họ Nemesiidae.
Acanthogonatus alegre được miêu tả năm 1995 bởi Goloboff.